# Округ Џеферсон (Џорџија)
Округ Џеферсон (енгл. Jefferson County) је округ у америчкој савезној држави Џорџија.

## Демографија
По попису из 2010. године број становника је 16.930, што је 336 (-1,9%) становника мање 2000. године.
| Група             | 2000.         | 2010.         |
| Белци             | 7.215 (41,8%) | 7.015 (41,4%) |
| Афроамериканци    | 9.717 (56,3%) | 9.213 (54,4%) |
| Азијати           | 27 (0,2%)     | 68 (0,4%)     |
| Хиспаноамериканци | 259 (1,5%)    | 517 (3,1%)    |
| Укупно            | 17.266        | 16.930        |